# Йорданія на літніх Олімпійських іграх 2004
Йорданія брала участь у Літніх Олімпійських іграх 2004 року в  Афінах (Греція) усьоме за свою історію, але не завоювала жодної медалі. Збірну країни представляли 4 жінки.